# Georg Schätzel
Georg Schätzel est un homme politique allemand, né le 13 juillet 1874 à Höchstadt an der Aisch (Royaume de Bavière) et mort le 27 novembre 1934 à Munich (Troisième Reich).
Membre du Parti populaire bavarois (le BVP), il est ministre des Postes de 1927 à 1932 et ministre des Transports par intérim en 1929.